# Rehimena straminealis
Rehimena straminealis là một loài bướm đêm trong họ Crambidae.